# Yap

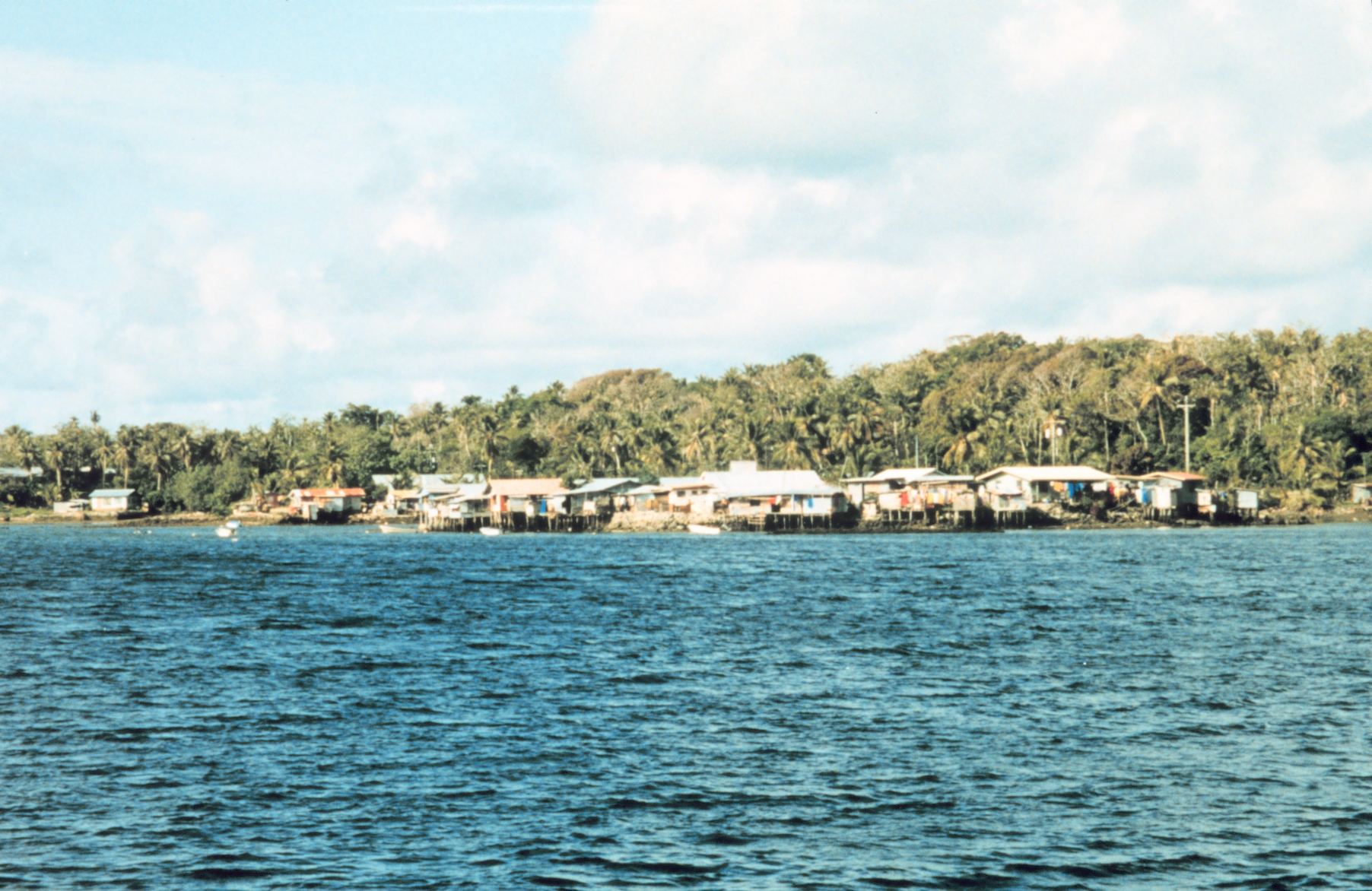
Colonia

Yap és un grup d'illes volcàniques a l'oest de les Illes Carolines que forma un dels Estats Federats de Micronèsia. És format per les illes Yap, Gagil-Tamil, Maap i Rumung, amb capital a Colonia (6.300), a l'illa de Yap, la més gran.
Foren integrades el 1947 en les Illes del Pacífic en Administració Fiduciària, des de 1990 formen part dels Estats Federats de Micronèsia.

## Municipis
- Dalipebinau
- Eauripik
- Elato
- Fais
- Fanif
- Faraulep
- Gaferut Island
- Gagil
- Gilman
- Ifalik
- Kanifay
- Lamotrek
- Map
- Ngulu
- Rull
- Rumung
- Satawal
- Sorol
- Tomil
- Ulithi
- Weloy
- Woleai

## Història
El primer contacte que els europeus van tenir amb Yap va ser durant l'expedició espanyola d'Álvaro de Saavedra el 1528. aquest albirament també queda enregistrat a l'expedició de Ruy López de Villalobos el 26 de gener de 1543, que les va cartografiar amb el nom de 'Los Arrecifes'.

## Governadors
- John Avila Mangefel 8 de gener 1979 - 12 de gener 1987
- Petrus Tun 12 de gener 1987 - 9 de gener 1995
- Vincent A. Figir 9 de gener 1995 - 13 de gener 2003
- Robert A. Ruecho 13 de gener 2003 - 8 de gener 2007
- Sebastian L. Anefal 8 de gener 2007 -